# Baršėnų pelkė
Baršėnų pelkė este o arie protejată (arie specială de conservare — SAC, sit de importanță comunitară — SCI) din Lituania întinsă pe o suprafață de 24 ha, integral pe uscat.

## Localizare
Centrul sitului Baršėnų pelkė este situat la coordonatele 55°50′47″N 25°49′59″E / 55.8464°N 25.8331°E.

## Înființare
Situl Baršėnų pelkė a fost declarat sit de importanță comunitară în mai 2005 pentru a proteja 1 specie de plante. Situl a fost protejat și ca arie specială de conservare în mai 2019.

## Biodiversitate
Situată în ecoregiunea boreală, aria protejată conține 1 habitat natural: Mlaștini turboase de tranziție și turbării mișcătoare.
La baza desemnării sitului se află o specie protejată de  plante: moșișoare (Liparis loeselii).
Pe lângă speciile protejate, pe teritoriul sitului au mai fost identificate 2 specii de plante.